# Aeropuerto (Metro de Lima y Callao)
Aeropuerto es el nombre asignado a la cuarta futura estación de la Línea 4 del Metro de Lima en Perú. Estará ubicada en la Avenida Elmer Faucett, en las inmediaciones del aeropuerto, Provincia Constitucional del Callao.
El 19 de enero del 2025 está previsto el inicio del plan de desvío vehicular por la construcción de la estación Aeropuerto.
Se encuentra en la intersección de la avenida Faucett con la avenida Tomás Valle.

## Historia
Se tiene planificada su construcción dentro del proyecto de la línea 2 y parte de la línea 4, el cual ya se encuentra concesionada y en obras, la finalización de la línea estaba programada para el 2019. Sin embargo el avance se mantuvo ralentizado.
En 2024, se iniciaron las construcciones para conectar con la Ciudad Aeropuerto por medio del ramal de la línea 4.

## Acceso
El ingreso será a través de escaleras y ascensores a nivel de calle que descenderán al nivel subterráneo de la estación, contará con zona de torniquetes y boletería. Se prevé también la construcción de escaleras mecánicas y ascensores provenientes del primer nivel.
Debido a que el nuevo aeropuerto Jorge Chávez replanteó sus accesos hacia el sur, la estación Aeropuerto que debía interconectar con el terminal, quedará aislada de dicha infraestructura, lo que generó cuestionamientos por parte de la opinión pública. Lima Airport Partners aseguró que ha decidido reservar un espacio en la construcción del nuevo terminal aéreo para que, en un futuro, sirva de conexión a la Línea 4 del Metro de Lima. Sin embargo, dicha propuesta sigue siendo cuestionada.  Hacia 2025, la concesionaria de la Línea 2 anunció que la estación irá por la avenida Faucett, que se acerca a la antigua terminal del aeropuerto.